# Dorothee Haentjes-Holländer
Dorothee Haentjes-Holländer (* 15. Juli 1963 in Köln) ist eine deutsche Literaturwissenschaftlerin, Kinderbuchautorin und Übersetzerin.

## Leben und Werk
Haentjes-Holländer besuchte das Kölner Schiller-Gymnasium. Nach ihrem Abitur studierte sie Komparatistik, Italianistik und Kunstgeschichte an der Rheinischen Friedrich-Wilhelms-Universität Bonn. Sie schloss das Studium mit dem Magister Artium ab und arbeitete zunächst ab 1989 als Verlagslektorin in Stuttgart, bevor sie sich 1993 als freiberufliche Autorin und Übersetzerin selbstständig machte. Ihren Schwerpunkt legte sie auf Kinder- und Jugendliteratur. Sie arbeitet als Autorin und Publizistin in Köln und Bonn.

## Werke (Auswahl)

### Kinder- und Jugendliteratur
- Besonderes Kennzeichen: Zahnspange, Franz Schneider Verlag, München 1996, ISBN 978-3-505-10115-1.
- Alles Pinguin, oder was?, mit Philipp Wächter, Verlag Heinrich Ellermann, München 1997, ISBN 978-3-7707-6387-0.
- Schaf ahoi, mit Bildern von Philipp Wächter, Verlag Heinrich Ellermann, München 1999, ISBN 978-3-7707-6405-1; 2010 Neuauflage bei Beltz & Gelberg, Weinheim, Basel: ISBN 978-3-407-76087-6.
- Willkommen im Club!, mit Zeichnungen von Susann Opel-Götz, dtv junior, München 2001, ISBN 978-3-423-70670-4.
- O wie Olaf Oberschlau, mit Zeichnungen von Dagmar Geisler, dtv junior, München 2004, ISBN 978-3-423-70825-8.
- Das Katzengeheimnis, mit Illustrationen von Irene Mohr, cbj Kinderbücher Verlag, München 2005, ISBN 978-3-570-12927-2.
- Göttin gesucht!, dtv junior, München 2007, ISBN 978-3-423-71220-0.
- Was macht das Pferd da auf der Fahne? Das NRW-Kinder-Lexikon, mit Silke Schmidt (Illustration), Greven Verlag Köln, Köln 2014, ISBN 978-3-7743-0625-7.
- Heidi – Das Buch zum Film, arsEdition, München 2015, ISBN 978-3-8458-1020-1.
- Woher hat unser Land denn seinen Namen? Eine NRW-Geschichte für Kinder, mit Silke Schmidt (Illustration), Greven Verlag Köln, Köln 2016, ISBN 978-3-7743-0669-1.
- Der kleine Bär entdeckt den Wald, mit Bildern von Mathias Weber, Ravensburger Buchverlag, Ravensburg 2017, ISBN 978-3-473-44403-8.
- Der kleine Bär stapft durch den Schnee, mit Bildern von Mathias Weber, Ravensburger Buchverlag, Ravensburg 2017, ISBN 978-3-473-44404-5.
- Das Wimmelbuch mit Katz und Maus, mit Astrid Korntheuer, Verlag Heinrich Ellermann, Hamburg 2018, ISBN 978-3-7707-0035-6
- Paul und der Krieg. Als 15-Jähriger im Zweiten Weltkrieg arsEdition, München 2019, ISBN 978-3-8458-3030-8.

### Schriften zu regionaler Kunst und Kultur
- Die Wallfahrtskirche St. Adelheid am Pützchen, Entdeckung eines Kunstraums. (= Denkmal- und Geschichtsverein Bonn-Rechtsrheinisch e.V. [Hrsg.]: Kleine Beiträge zu Denkmal und Geschichte im rechtsrheinischen Bonn. Band 2). Bonn 2015, ISBN 978-3-9812164-4-8 (48 S.).
- St. Paulus in Beuel-Ost. Der letzte Kirchenbau von Dominikus Böhm. (= Denkmal- und Geschichtsverein Bonn-Rechtsrheinisch e.V. [Hrsg.]: Beiträge zu Denkmal und Geschichte im rechtsrheinischen Bonn. Band 9). Bonn 2018, ISBN 978-3-9812164-7-9 (91 S.).

## Übersetzungen (Auswahl)
- Diana Wynne Jones: Ziemlich viele Prinzessinnen. Die Howl-Saga, Band 2. Mit Bildern von Sabine Wilharm, aus dem Englischen; Carlsen Verlag, Hamburg 2003, ISBN 3-551-55321-1.
- David Walliams: Kicker im Kleid. Mit Bildern von Quentin Blake, aus dem Englischen; Aufbau Verlag, Berlin 2010, ISBN 978-3-351-04124-3.[4]
- David Walliams: Gestatten, Mr Stink. Mit Bildern von Quentin Blake, aus dem Englischen; Aufbau Verlag, Berlin 2011, ISBN 978-3-351-04143-4.
- David Walliams: Billionen-Boy. Mit Bildern von Tony Ross, aus dem Englischen; Aufbau-Verlag, Berlin 2012, ISBN 978-3-351-04170-0, Neuauflage im Rowohlt Verlag, Reinbek 2018, ISBN 978-3-499-21809-5.
- Elizabeth Fama: Syrenka: Fluch der Tiefe, aus dem Englischen; arsEdition, München 2012, ISBN 978-3-7607-8750-3.
- Helen und Thomas Docherty: Der Bücherschnapp: Jeder braucht eine Gutenachtgeschichte, aus dem Englischen; Verlag Heinrich Ellermann, Hamburg 2014, ISBN 978-3-7707-4500-5.
- Helen und Thomas Docherty: Abrakazebra: Jeder braucht ein bisschen Zauberei., aus dem Englischen; Verlag Heinrich Ellermann, Hamburg 2016, ISBN 978-3-7707-4501-2.
- Helen und Thomas Docherty: Der Ritter, der nicht kämpfen wollte, aus dem Englischen; Verlag Heinrich Ellermann, Hamburg 2016, ISBN 978-3-7707-5736-7.

### Finger Prints-Heptalogie
Haentjes-Holländer übersetzte alle sieben Bände der Finger-prints-Reihe von Melinda Metz aus dem amerikanischen Englisch. Sie erschienen bei Egmont Schneider in München.
1. Tödliche Gedanken (2002) (Originaltitel: Gifted Touch) ISBN 978-3-505-11848-7.
2. Eiskaltes Spiel (2002) (Originaltitel: Haunted) ISBN 978-3-505-11849-4.
3. Dunkles Erbe (2003) (Originaltitel: Trust Me) ISBN 978-3-505-11853-1.
4. Gefährliches Geheimnis (2003) (Originaltitel: Secrets) ISBN 978-3-505-11854-8.
5. Mörderischer Verrat (2003) (Originaltitel: Betrayed) ISBN 978-3-505-11855-5
6. Grausame Erkenntnis (2003) (Originaltitel: Revelations) ISBN 978-3-505-11856-2.
7. Bittere Vergeltung (2004) (Originaltitel: Payback) ISBN 978-3-505-11857-9.